# Mistify
Mistify è un singolo della band rock INXS, estratto dall'album Kick. La canzone è stata scritta da Andrew Farriss e Michael Hutchence e prodotta da Chris Thomas.

## Video
Il video è stato girato in bianco e nero, che mostra gli autori della canzone, Michael Hutchence e Andrew Farriss, iniziando con parte di una versione strumentale per pianoforte di "Never Tear Us Apart", la canzone in studio su un pianoforte. Il video passa quindi alla registrazione della band e quindi esegue la traccia ad un pubblico dal vivo.

## Formazione
- Michael Hutchence - voce
- Tim Farriss - chitarra
- Andrew Farriss - pianoforte
- Kirk Pengilly - chitarra, cori
- Garry Beers - basso, cori
- John Farriss - batteria

1. ↑  (EN) Mistify, su British Phonographic Industry. URL consultato il 19 giugno 2023.